# Pragmago
PragmaGO SA (dawniej Grupa Finansowa Premium, Pragma Faktoring) – polska instytucja finansowa, działające w sektorze pozabankowym z siedzibą w Katowicach. Jest emitentem obligacji notowanych na rynku regulowanym Catalyst (Giełda Papierów Wartościowych w Warszawie). Funkcję prezesa zarządu aktualnie pełni Tomasz Boduszek.

## Działalność
PragmaGO oferuje pozabankowe finansowanie dla mikro, małych i średnich przedsiębiorstw, w tym faktoring globalny, faktoring pojedynczy, faktoring odwrotny, odroczoną płatność lub e-skonto całkowicie online. W 2021 roku PragmaGO rozszerzyła ofertę o finansowanie podatków i ZUS. Dzięki własnemu software house (PragmaGO.tech), od 2016 roku Spółka realizuje strategię online, dzięki której przedsiębiorcy mogą szybko, wygodnie i bez zbędnych formalności zarządzać swoją płynnością finansową. Spółka jest największym dostawcą usług embedded finance B2B na polskim rynku. Współpracuje z ponad 140 partnerami, dostarczając im m.in. płatności odroczone dla biznesu (BNPL) w e-commerce czy innowacyjne finansowanie Merchant Cash Advance. Parterami PragmaGO są m.in. Allegro, Polskie ePłatności, InFakt, czy Komputronik.

## Historia
W 1996 roku powstała Grupa Finansowa Premium.
W 2007 roku spółka zadebiutowała na Giełdzie Papierów Wartościowych w Warszawie.
W 2011 roku zmieniła nazwę na Pragma Faktoring.
W 2016 objęła udziały w dwóch spółkach: MintSoftware Sp. z o.o. (software house) oraz LeaseLink Sp. z o.o. (firma leasingowa). W 2019 roku Pragma Faktoring sprzedała wszystkie udziały w LeaseLink Sp. z o.o. do mBanku.
W 2020 zmieniła nazwę z Pragma Faktoring na PragmaGO, a także przejęcie wszystkich udziałów w MintSoftware Sp. z o.o. oraz większości udziałów w fintechu Brutto Sp. z o.o. W lipcu 2020 spółka odnotowała rekordowe obroty na poziomie 62,5 mln zł oraz obsłużyła rekordową liczbę klientów (771). 10 sierpnia 2020 PragmaGO, zawarła z Allegro Sp. z o.o. umowę o współpracy w zakresie oferowania faktoringu online dla klientów serwisu allegro.pl.
W 2021 spółka została przejęta przez Polish Enterprise Funds SCA. Wartość udzielonego przez PragmaGO finansowania (wartość nominalna sfinansowanych należności) wyniosła 1 mld zł (wzrost o 56% r/r).
W 2022 PragmaGO przejęła zorganizowaną część przedsiębiorstwa konkurencyjnej spółki Fandla Faktoring. Rozpoczęła też współpracę z Europejskim Bankiem Odbudowy i Rozwoju (EBOR). PragmaGO rok zakończyła z kolejnymi rekordami. Z finansowania spółki skorzystało 13 340 klientów (wzrost o 55% r/r), a obrót wyniósł 1,63 mln zł (wzrost o 58%).
W 2023 spółka rozpoczęła współpracę z operatorem terminali płatniczych Polskie ePłatności w zakresie innowacyjnego finansowania Merchant Cash Advance („Moja pożyczka”). PragmaGO zdobyła też nagrodę „Fintech Roku” Cashless Fintech 2023 oraz specjalne wyróżnienie „Partnership Loan Magazine Awards 2023" za usługę Merchant Finance współtworzoną z Allegro. Zapisy na obligacje spółki (serii B2, B3 i B4) zostały zamknięte z kilkudziesięciu proc. redukcją.

## Akcjonariat
Struktura akcjonariuszy na dzień 31.12.2022:
- Polish Enterprise Funds SCA – 91,32% udziału w kapitale i 92,24% % udziału w głosach
- NPL NOVA S.A – 7,53% udziału w kapitale i 6,73% udziału w liczbie głosów
- Pozostali akcjonariusze – 1,15% działu w kapitale i 1,03% udziału w głosach